# Medien in der Schweiz
Der folgende Artikel behandelt die Medien in der Schweiz in den Bereichen Printmedien (Presse), Radio und Fernsehen. Im Jahr 2019 wurden in der Schweiz 1.429 Medienunternehmen mit rund 29.000 Beschäftigten gezählt. Die Netto-Werbeumsätze betrugen im Jahr 2019 insgesamt etwas mehr als 2 Milliarden Schweizer Franken, wovon 46 % auf die Presse und 35 % auf das Fernsehen entfielen. 70–80 % der Bevölkerung lasen im Jahr 2011 werktags mindestens eine Tageszeitung, gar 90 % hörten Radio und mehr als 60 % schauten fern. 40–50 % informierten sich übers Internet. Die Schweiz hat mit umgerechnet 322 Euro pro Jahr im europäischen Vergleich die höchsten öffentlichen Rundfunkgebühren.

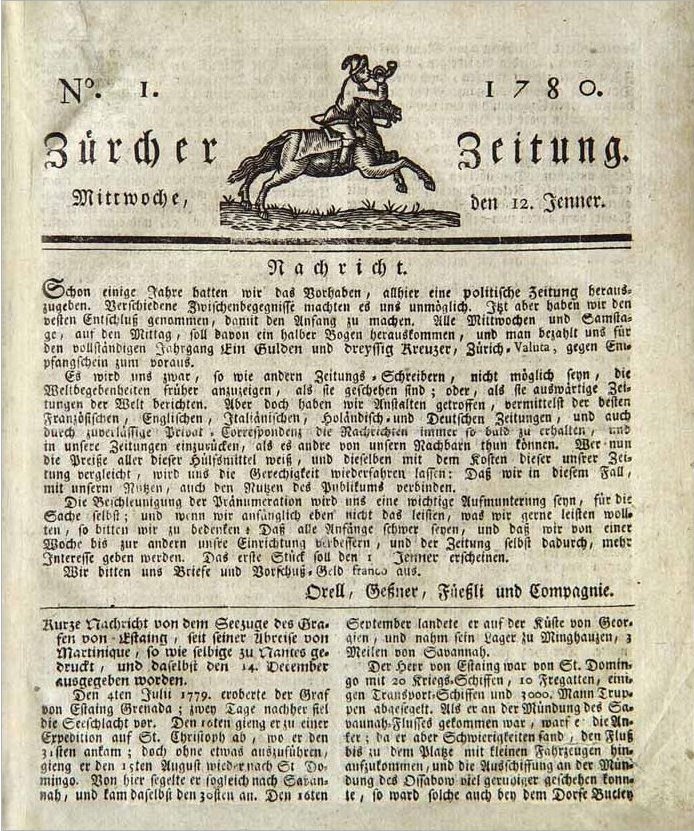
Erstausgabe der NZZ vom 12. Januar 1780

## Allgemeines
Laut einer Studie, welche das BAKOM im Dezember 2024 veröffentlichte, hätten 90 Prozent der 3000 Befragten Vertrauen in die Berichterstattung zu politischen und gesellschaftlichen Themen.
Von 2020 bis 2024 erzielte laut einer Untersuchung des Stiftervereins Medienqualität sowohl in der Dimension der Berichterstattungsqualität (wissenschaftliche Inhaltsanalyse) als auch bei der Qualitätswahrnehmung (Befragungen) das Echo der Zeit von Radio SRF fünf Mal in Folge die besten Ergebnisse aller untersuchten Schweizer Medien. Bei den Printmedien wurden 2024 erneut die NZZ und die WOZ ausgezeichnet, während beim Fernsehen die SRF-Tagesschau und Le Journal auf Radio Télévision Suisse die höchsten Impact-Scores erzielen würden, da sie sowohl eine hohe Reichweite aufweisen als auch vom Publikum als besonders informativ und verständlich wahrgenommen würden.

## Printmedien
Die Entstehung von Schweizer Tageszeitungen war auf kulturell, geographisch und politisch enge Räume begrenzt. Erst mit dem Blick erschien 1959 eine Zeitung für die gesamte Deutschschweiz. Bis heute ist dieses Muster unverändert, obgleich es nun mehrere überregionale Zeitungen gibt. Einige der nationalen Tageszeitungen wie die Neue Zürcher Zeitung sind bekannt für ihre ausführliche und fundierte Berichterstattung, besonders von internationalen Ereignissen. Die am meisten gelesene Tageszeitung ist die kostenlose Pendlerzeitung 20 Minuten mit inzwischen (2018) über 1 Million Lesern. Es folgen die Boulevardzeitung Blick mit 472'000 Lesern und der Tages-Anzeiger mit 388'000 Lesern. Weitere bekannte Zeitungen sind: Basler Zeitung, Aargauer Zeitung, Der Bund, Berner Zeitung, Luzerner Zeitung, St. Galler Tagblatt und Südostschweiz. In der Romandie ist Le Temps die überregionale Tageszeitung. Die auflagenstärksten Tageszeitungen der Westschweiz sind aber 24 heures und La Liberté. Die früher auflagenstärkste Tageszeitung, Le Matin, erscheint inzwischen nur noch online.
Bekannte Wochenmagazine bzw. -zeitungen sind die rechtskonservative Weltwoche und die linksgerichtete WOZ, von 1995 bis 2007 auch das inzwischen eingestellte Nachrichtenmagazin Facts. Für Wirtschaftsnachrichten gibt es Bilanz, Handelszeitung und Finanz und Wirtschaft, während die Wochenzeitung Cash (1989–2007) wie auch die Gratis-Tageszeitung Cash daily (2006–2009) inzwischen eingestellt wurden. Die bedeutendste landwirtschaftliche Publikation ist die zweimal wöchentlich erscheinende Zeitung Schweizer Bauer. Ein Kunst- und Kulturmagazin ist das du. Im Klatschbereich existieren u. a. Schweizer Familie, Schweizer Illustrierte und Glückspost.
Andere Wochenmagazine sind das Migros-Magazin sowie die Coopzeitung, beide im Zeitungsformat und als solche jeweils die auflagenstärksten Presseorgane der ganzen Schweiz. Sie werden von den beiden grössten schweizerischen Einzelhandelsunternehmen kostenlos herausgegeben und an alle Mitglieder der Genossenschaften versandt. Des Weiteren gibt es zahlreiche Konsumentenmagazine, u. a. Der Schweizerische Beobachter, Saldo und K-Tipp.
Bekannte französischsprachige Zeitschriften sind Bilan (Wirtschaft) und L’illustré (beides Wochenmagazine), während L’Hebdo inzwischen eingestellt worden ist.
Eine im Jahr 2016 erschienene Bewertung der Schweizer Tages- und Onlinemedien platzierte die Neue Zürcher Zeitung als die beste Tageszeitung im Land mit beträchtlichem Abstand zu anderen Publikationen. Im zweiten und dritten Platz folgten die online Ausgabe der NZZ, und die Luzerner Zeitung. Die grösste Tageszeitung der Schweiz, der Tages-Anzeiger mit online Ausgabe, befand sich im Mittelfeld. Watson.ch lag abgeschlagen am Schluss mit der schlechtesten Bewertung. Die NZZ am Sonntag und die SonntagsZeitung befanden sich im Spitzenfeld für Sonntagszeitungen und Magazine. Für die Beurteilung wurden über 18'000 redaktionelle Beiträge analysiert und bewertet. Verantwortlich dafür ist das Forschungsinstitut für Öffentlichkeit und Gesellschaft (fög).
Im Jahr 2020 gab es in der ganzen Schweiz 253 Zeitungstitel mit einer verbreiteten Auflage von 5,2 Millionen, was bei der Auflage einem Einbruch von 25 % in nur zwei Jahren entspricht (Zeitungstitel: −14 % im gleichen Zeitraum). Die Zustellkosten der Schweizerische Post werden durch eine Presseförderung subventioniert.

### Politische Ausrichtung
Das Forschungszentrum Öffentlichkeit und Gesellschaft der Universität Zürich untersuchte von 2018 bis 2023 die Berichterstattung im Vorfeld von Volksabstimmungen in der Schweiz. Es attestierte den grossen Medien, «vielfältig und politisch ausgewogen» zu berichten.
Der Medienwissenschaftler Roger Blum hatte am Institut für Medienwissenschaft der Universität Bern periodisch eine Übersicht über die politische Ausrichtung der Schweizer Presse publiziert. Dabei kam er 2011 zum Schluss, dass mit einer Gesamtauflage von 1,26 Millionen Exemplare zum damaligen Zeitpunkt die grösste Macht bei den linksliberalen Zeitungen liege. Genauso lag die Mehrheit der grossen elektronischen Medien mit Einschaltquoten zur Hauptsendezeit von 1,4 Millionen im linksliberalen Bereich (Radio DRS, TSR / Radio Suisse Romande, RTSI). Die Medien ganz Links und ganz Rechts hatten jeweils eine sehr geringe Reichweite:
Einordnung des Medienwissenschaftlers Roger Blum von 2011:
- Rechts (im Sinne einer nationalen Abschottung für die Erhaltung alter Werte): Schweizerzeit, Il mattino della domenica.
- Rechtsliberal (wirtschaftspolitisch reformerisch im Sinne der Rechts-FDP und gemässigten SVP, für Staatsabbau): NZZ, NZZ am Sonntag, Neue Luzerner Zeitung (inzwischen umbenannt in Luzerner Zeitung), Corriere del Ticino, Die Weltwoche.
- Mitte (gleich grosser Abstand nach allen Seiten, gemässigt oder gar meinungslos, für Ausgleich): Der Sonntag (inzwischen eingestellt), SonntagsZeitung, Mittelland Zeitung, St. Galler Tagblatt, Berner Zeitung, Basler Zeitung, Le Matin, Le Matin Dimanche, Le Temps, Le Nouvelliste.
- Linksliberal (gesellschaftspolitisch reformerisch, für soziales Engagement des Staates): Blick,Tages-Anzeiger, Die Südostschweiz, SonntagsBlick, Der Bund, Facts, 24 heures, Tribune de Genève, La Liberté, L’Hebdo (inzwischen eingestellt), laRegione Ticino.
- Links (im Sinne einer «Gegenöffentlichkeit» für radikale Emanzipation der Abhängigen): Die Wochenzeitung, Le Courrier.

Der Publizistik- und Medienwissenschaftler Jan Vontobel hat sich in seiner 2005 an der Universität Zürich eingereichten Lizentiatsarbeit Die politische Position von Schweizer Qualitätszeitungen kritisch mit Roger Blums Methode auseinandergesetzt.
Auf der vom Forschungszentrum Öffentlichkeit und Gesellschaft der Universität Zürich 2023 veröffentlichten Skala betreffend Positionen zu Volksabstimmungen stand vergleichsweise die NZZ auf 17 von 100 Punkten «rechts der Mitte», die Weltwoche 59 von 100 Punkten. Ebenfalls mehr als 10 Prozent erreichten sodann Blick (bis -14), le matin dimanche und die SonntagsZeitung nach links, mit den Spitzenreitern SonntagsBlick (-34) und WOZ (-79).

## Radio
Die gebührenfinanzierte Die Schweizerische Radio- und Fernsehgesellschaft (SRG) betreibt sechs deutschsprachige Sender: Radio SRF 1, Radio SRF 2 Kultur und Radio SRF 3 (via UKW, Kabel, Satellit, Internet); Radio SRF Virus, Radio SRF 4 News und Radio SRF Musikwelle (via Kabel, DAB, Satellit, Internet). Zusätzlich führt sie drei Spartensender: Radio Swiss Pop, Radio Swiss Jazz und Radio Swiss Classic (via Satellit, Kabel, DAB, Internet).
Es gibt vier französischsprachige Sender, betrieben durch Radio Télévision Suisse (La Première, Espace 2, Couleur 3 und OptionMusique), drei italienischsprachige der Radiotelevisione Svizzera (Rete Uno, Rete Due und Rete Tre), sowie einen rätoromanischsprachigen (Radio Rumantsch).
In jeder Region werden private Regionalsender betrieben, z. B.: Radio 1, Energy Zürich, Radio Zürisee und Radio 24 (Zürich); Radio Basel 1 und Radio Basilisk (Basel); Radio BeO und Capital FM (Bern); Radio Pilatus und Radio Sunshine (Luzern); Radio Top (Ostschweiz); Radio Argovia (Aargau); Radio 32 (Solothurn); Radio Rottu (Wallis); Radio neo1 (Emmental).
Dazu kommen nichtkommerzielle Regionalsender, die vor allem ein breites Kultur- und Musikprogramm als Gegenpol zum eher einseitigen Inhalt der Privatsender bieten. In der UNIKOM (Union nicht-kommerzorientierter Lokalradios) zusammengeschlossen sind: Radio 3fach (Luzern), Fréquence Banane (Lausanne), Radio Blind Power (Zollikofen), Radio Cité (Genf), iischers Radio (Wallis), RadioIndustrie (Zug), Radio Kaiseregg (Schwarzsee), Kanal K (Aargau), Radio LoRa (Zürich), Radio RaBe (Bern), Radio RaSa (Schaffhausen), Radio Stadtfilter (Winterthur), toxic.fm (St. Gallen), Vibration 108 (Sion) und Radio X (Basel).
Die gebührenfinanzierten nationalen Radiosender haben eine leicht grössere Reichweite als alle regionalen Privatsender zusammengezählt. Am grössten ist der Reichweiten-Vorsprung dabei in der italienischsprachigen Schweiz, wo Radio SRG SSR Svizzera Italiana auf 67 % Reichweite kommt. Alle SRG-Radioprogramme sowie viele private Radiosender werden nicht nur über UKW, sondern auch über DAB+ ausgestrahlt (→ Liste der DAB-Sender in der Schweiz).

## Fernsehen
Das gebührenfinanzierte Fernsehen der Schweizerischen Radio- und Fernsehgesellschaft (SRG) umfasst sechs Kanäle mit Vollprogramm, je zwei für die drei grossen Sprachregionen. Informationssendungen des Deutschschweizer Fernsehens werden auf dem Infokanal SRF info wiederholt. Für die rätoromanische Sprache wird auf dem ersten Programm der Deutschschweiz täglich eine kurze Nachrichtensendung ausgestrahlt sowie einmal wöchentlich andere Informationssendungen (mit deutschsprachigen Untertiteln).
Private Sender sind meistens nur regional und nicht über Satellit zu empfangen. In grossen Teilen der Deutschschweiz werden die Kanäle Star TV und U1 TV (Spartenprogramme) ins Kabelnetz eingespeist (jedoch nicht überall, da das Kabelnetz privatisiert ist). In den Jahren 2000 und 2001 gab es mit Tele24 und TV3 für kurze Zeit private sprachregionale Fernsehprogramme in der Deutschschweiz, die aber mangels Rentabilität wieder eingestellt werden mussten. Seit dem Jahr 2009 strahlt der Spartensender Schweizer Sportfernsehen (SSF) sein Programm über das analoge Kabelnetz der Cablecom (heute UPC Schweiz) aus.
Der wichtigste und erfolgreichste Lokalsender ist TeleZüri. Ebenfalls von Bedeutung sind Telebasel (Region Nordwestschweiz), TeleBärn (in Bern), TeleBielingue (Biel und Umgebung), Tele M1 (Mittelland), Tele 1 (Zentralschweiz), Teletop (Winterthur, Thurgau, Ostschweiz), TVO (Ostschweiz) und TSO (Tele Südostschweiz).
Im TV-Bereich dominieren die gebührenfinanzierten Sender dank ihren viel grösseren finanziellen Mitteln den Markt. Am grössten ist der Unterschied in der französischsprachigen Schweiz mit 43 % Reichweite von Suisse romande RTS gegenüber nur 8 % bei allen Privatsendern dieses Sprachgebietes zusammengezählt.
Beliebt sind auch Kanäle aus den Nachbarländern. Die deutschen Sender RTL, VOX, Sat.1, kabel eins und ProSieben senden ihr Programm in der deutschsprachigen Schweiz mit speziellen Werbefenstern und einigen wenigen speziell für die Schweiz produzierten Sendungen (z. B. Schweizer Fussball). Mit Ausnahme von regionalen und einzelnen «Dritten Programmen» empfängt man in der Schweiz fast alle deutschen und österreichischen Kanäle sowie mehrere französische und italienische Sender.

## Auslandsdienst
Swissinfo.ch heisst der von der SRG in 10 Sprachen produzierte multimediale Auslandsdienst der Schweiz. Die Internetplattform löste 1999 den veralteten Mittelwellendienst Schweizer Radio International ab und wird vom Bund finanziell mitgetragen.

## Keystone-SDA
Keystone-SDA ist die nationale Nachrichtenagentur der Schweiz. Die Aktionäre sind grösstenteils Medienunternehmen sowie die Austria Presse Agentur.